# NE Brasil (U-27)
O NE Brasil (U-27) é um navio-escola da Marinha do Brasil. Sendo o terceiro navio da Marinha do Brasil a ostentar esse nome.
Construído a partir do projeto das embarcações da Classe Niterói, todas as suas instalações foram reprojetadas visando dar o mais amplo suporte à instrução. Desse modo, possui, entre outros itens, salas de aula, câmara de instrução de navegação, estações repetidoras de radar e equipamento de simulação tática.
A sua construção iniciou-se em 1981, com o batimento de sua quilha em 18 de setembro de 1981 no Arsenal de Marinha do Rio de Janeiro. Lançado ao mar em 23 de setembro de1983, foi incorporado à Armada a 21 de agosto de 1986. Sob o comando do Capitão de Mar-e-Guerra Alberto Annaruma Júnior, realizou a sua primeira Viagem de Instrução de Guardas-Marinha (VIGM) em 1987, missão que, anual e tradicionalmente, marca o ingresso dos jovens oficiais na Marinha do Brasil.
Ao longo de sua vida, o navio recebeu diversas atualizações tecnológicas, como um sistema simulador de treinamento tático de 2a. geração (SSTT-2), um Centro de Informações de Combate equipado com sistema nacional de informações táticas (Terminal Tático Inteligente - TTI) e um simulador nacionalizado de controle de avarias (Sistema Controle de Avarias - SISCAV), com a finalidade de oferecer um padrão de excelências aos futuros oficiais da Marinha.
Dois outros navios receberam o nome de "Brasil" na Marinha, foram eles a Corveta Encouraçada Brasil (1864) e o Vapor Mercante Brasil (1865).
|  |